# Кваліфікація Ліги конференцій УЄФА 2021—2022
Кваліфікація Ліги конференцій УЄФА 2021—2022 розпочалась 8 липня та завершилася 26 серпня 2021.
163 команди змагалися за 22 путівки до групового етапу Ліги конференцій УЄФА 2020—2021, з яких 25 команд змагаються в Шляху чемпіонів та 138 — в Шляху нечемпіонів. 22 переможця Раунду плей-оф проходять до групового етапу, де приєднаються до 10 команд, які вибули з Раунду плей-оф кваліфікації Ліги Європи.
Час вказано в EEST (місцевий час вказано в дужках, якщо він відрізняється від вказаного).

## Команди

### Шлях чемпіонів
До Шляху чемпіонів потрапили усі чемпіони національних чемпіонатів, які вибули з Шляху чемпіонів кваліфікації Ліги чемпіонів і Шляху чемпіонів кваліфікації Ліги Європи, та складається з таких раундів:
- Другий кваліфікаційний раунд (20 команд): у цьому раунді починають 20 команд (включно з 17 командами, які вибули з Першого кваліфікаційного раунду Ліги чемпіонів та 3 командами, які вибули з Попереднього кваліфікаційного раунду Ліги чемпіонів)
- Третій кваліфікаційний раунд (10 команд): 10 переможців Другого кваліфікаційного раунду.
- Раунд плей-оф (10 команд): у цьому раунді починають 5 команд (включно з 5 командами, які вибули з Третього кваліфікаційного раунду Ліги Європи) та 5 переможців Третього кваліфікаційного раунду.

Нижче наведено команди, що потрапили до Шляху чемпіонів (разом зі своїми клубними коефіцієнтами 2021), згруповані за стартовим раундом.
| Значення кольорів                                         |
| --------------------------------------------------------- |
| Переможці Раунду плей-оф (потрапляють до Групового етапу) |

| Команда                      | КК    |
| ---------------------------- | ----- |
| Жальгіріс[ЛЄ КР3 ШЧ]         | 6.500 |
| Флора[ЛЄ КР3 ШЧ]             | 6.250 |
| Кайрат[ЛЄ КР3 ШЧ]            | 6.000 |
| Лінкольн Ред Імпс[ЛЄ КР3 ШЧ] | 5.750 |
| Нефтчі[ЛЄ КР3 ШЧ]            | 5.000 |

| Команда               | КК    |
| --------------------- | ----- |
| Шемрок Роверс[ЛЧ КР1] | 4.750 |

| Команда                   | КК    |
| ------------------------- | ----- |
| Шкендія[ЛЧ КР1]           | 9.000 |
| Динамо (Тбілісі)[ЛЧ КР1]  | 6.500 |
| Будучност[ЛЧ КР1]         | 6.000 |
| Рига[ЛЧ КР1]              | 5.500 |
| Лінфілд[ЛЧ КР1]           | 5.250 |
| Фола[ЛЧ КР1]              | 5.250 |
| Шахтар[ЛЧ КР1]            | 5.250 |
| Маккабі (Хайфа)[ЛЧ КР1]   | 4.875 |
| Коннас-Кі Номадс[ЛЧ КР1]  | 4.750 |
| Валюр[ЛЧ КР1]             | 4.250 |
| Буде-Глімт[ЛЧ КР1]        | 4.200 |
| Гіберніанс[ЛЧ КР1]        | 3.750 |
| Теута[ЛЧ КР1]             | 2.750 |
| Приштина[ЛЧ КР1]          | 2.250 |
| Борац (Баня-Лука)[ЛЧ КР1] | 1.600 |
| Інтер[ЛЧ ПР Ф]            | 1.500 |
| ГБ Торсгавн[ЛЧ ПР ПФ]     | 2.250 |
| Фольгоре[ЛЧ ПР ПФ]        | 1.000 |

Позначки
1. ЛЄ КР3 ШЧ Команда, яка вибула з Третього кваліфікаційного раунду Ліги Європи (Шлях чемпіонів).
2. ЛЧ КР1 Команда, яка вибула з Першого кваліфікаційного раунду Ліги чемпіонів.
3. ЛЧ ПР Ф Команда, яка вибула з фіналу Попереднього раунду Ліги чемпіонів.
4. ЛЧ ПР ПФ Команда, яка вибула з півфіналу Попереднього раунду Ліги чемпіонів.

### Основний шлях
До Основного Шляху потрапляють усі команди, які не стали чемпіонами своїх національних чемпіонатів (ліг) та не потрапили безпосередньо до Групового етапу. Цей шлях складається з таких раундів:
- Перший кваліфікаційний раунд (70 команд): у цьому раунді починають 70 команд.
- Другий кваліфікаційний раунд (90 команд): у цьому раунді починають 55 команд, до яких приєднаються 35 переможців Першого кваліфікаційного раунду.
- Третій кваліфікаційний раунд (52 команди): у цьому раунді починають 7 команд, до яких приєднаються 45 переможців Другого кваліфікаційного раунду.
- Раунд плей-оф (34 команди): у цьому раунді починають 8 команд (включно з 3 командами, які вибули з Основного шляху Третього кваліфікаційного раунду Ліги Європи), до яких приєднаються 26 переможців Третього кваліфікаційного раунду.

| Значення кольорів                                         |
| --------------------------------------------------------- |
| Переможці Раунду плей-оф (потрапляють до Групового етапу) |

| Команда                  | КК     |
| ------------------------ | ------ |
| Тоттенгем Готспур        | 88.000 |
| Рома                     | 90.000 |
| Ренн                     | 19.000 |
| Уніон Берлін             | 14.713 |
| Яблонець[ЛЄ КР3 ОШ]      | 7.000  |
| Сент-Джонстон[ЛЄ КР3 ОШ] | 6.675  |
| Анортосіс[ЛЄ КР3 ОШ]     | 5.550  |

| Команда           | КК     |
| ----------------- | ------ |
| Андерлехт         | 25.000 |
| ЛАСК              | 21.000 |
| ПАОК              | 20.000 |
| Пасуш-де-Феррейра | 9.709  |
| Вітессе           | 7.840  |
| Рубін             | 7.676  |
| Колос             | 6.620  |
| Трабзонспор       | 6.020  |
| Люцерн            | 5.500  |

| Команда             | КК     |
| ------------------- | ------ |
| Базель              | 49.000 |
| Копенгаген          | 43.500 |
| Вікторія            | 33.500 |
| Гент                | 26.500 |
| Астана              | 22.500 |
| Феєнорд             | 21.000 |
| Карабах             | 21.000 |
| ФКСБ                | 21.000 |
| Маккабі (Тель-Авів) | 20.500 |
| АЕК                 | 19.500 |
| Партизан            | 18.000 |
| Хапоель (Беер-Шева) | 17.500 |
| БАТЕ                | 17.500 |
| Молде               | 17.000 |
| Русенборг           | 14.000 |
| Рієка               | 13.500 |
| Аполлон             | 13.500 |
| Аустрія (Відень)    | 10.000 |
| Санта-Клара         | 9.709  |
| ЦСКА (Софія)        | 8.000  |
| Хайдук (Спліт)      | 8.000  |
| Ф91 Дюделанж        | 8.000  |
| Сочі                | 7.676  |
| Абердин             | 7.500  |
| Олімпія (Любляна)   | 6.750  |
| Гіберніан           | 6.675  |
| Ворскла             | 6.620  |
| Сівасспор           | 6.020  |
| Осієк               | 6.000  |
| Університатя        | 6.000  |
| Орхус               | 5.575  |
| АЕЛ                 | 5.550  |
| Вадуц               | 5.500  |
| Чукарички           | 5.350  |
| Воєводина           | 5.350  |
| Словацко            | 5.320  |
| Аріс                | 5.200  |
| Динамо-Берестя      | 5.000  |
| ДАК 1904            | 5.000  |
| Ашдод               | 4.875  |
| Серветт             | 5.245  |
| Волеренга           | 4.200  |
| Гаммарбю            | 4.100  |
| Ельфсборг           | 4.100  |
| Геккен              | 4.100  |
| Локомотив (Пловдив) | 4.075  |
| Арда                | 4.075  |
| Сепсі               | 3.640  |
| Кешла               | 3.375  |
| Сумгаїт             | 3.375  |
| Тобол               | 3.125  |
| Шахтар              | 3.125  |
| Уйпешт              | 3.100  |
| Торпедо-БелАЗ       | 3.050  |
| Ракув               | 3.025  |
| Погонь (Щецин)      | 3.025  |
| Паневежис           | 1.750  |

| Команда          | КК     |
| ---------------- | ------ |
| Марибор          | 14.000 |
| Фегервар         | 11.500 |
| Дандолк          | 10.500 |
| Судува           | 8.750  |
| Спартак (Трнава) | 7.500  |
| Нью-Сейнтс       | 7.500  |
| Сараєво          | 6.250  |
| Домжале          | 5.500  |
| Клаксвік         | 5.250  |
| КуПС             | 5.000  |
| Гапнарф'ярдар    | 5.000  |
| Сутьєска         | 4.750  |
| Санта-Колома     | 4.500  |
| Партизані        | 4.250  |
| Лачі             | 4.000  |
| Юероп            | 4.000  |
| Лієпая           | 4.000  |
| ФКІ Левадія      | 3.750  |
| Дріта            | 3.500  |
| Ла Фіоріта       | 3.250  |
| Стьярнан         | 3.250  |
| Академія Пушкаша | 3.100  |
| Шльонськ         | 3.025  |
| Шкупі            | 3.000  |
| Петрокуб         | 3.000  |
| НСІ Рунавік      | 3.000  |
| Колрейн          | 2.750  |
| Широкі Брієг     | 2.750  |
| Тре Пенне        | 2.750  |
| Жиліна           | 2.725  |
| Бала Таун        | 2.500  |
| Гзіра Юнайтед    | 2.500  |
| Брєйдаблік       | 2.250  |
| Сент-Джозефс     | 2.250  |
| Мілсамі          | 2.250  |
| РФШ              | 2.000  |
| Інтер            | 2.000  |
| Кауно Жальгіріс  | 2.000  |
| Сілекс           | 1.750  |
| Свіфт            | 1.650  |
| Расінг           | 1.650  |
| Вележ            | 1.600  |
| Богеміан         | 1.575  |
| Слайго Роверз    | 1.575  |
| Струга           | 1.525  |
| Сфинтул Георге   | 1.500  |
| Біркіркара       | 1.500  |
| Ноах             | 1.475  |
| Валмієра         | 1.475  |
| Арарат (Єреван)  | 1.475  |
| Урарту           | 1.475  |
| Влазнія          | 1.450  |
| Гленторан        | 1.391  |
| Ларн             | 1.391  |
| Динамо           | 1.375  |
| Гонка            | 1.375  |
| Діла             | 1.375  |
| Гагра            | 1.375  |
| Сан-Жулія        | 1.250  |
| Ллапі            | 1.166  |
| Монс Кальпе      | 1.133  |
| Моста            | 1.275  |
| Ньютаун          | 1.000  |
| Дечич            | 1.000  |
| Подгориця        | 1.000  |
| Пайде            | 1.000  |

Позначки
1. ЛЄ КР3 ОШ Команда, яка вибула з Третього кваліфікаційного раунду Ліги Європи (Основний Шлях).

## Формат
Усі раунди кваліфікації проходять у двоматчевому форматі, де кожна з команд грає один з матчів вдома. Команда, яка забиває більше голів за сукупністю за двох ігор, проходить до наступного раунду. Якщо сума забитих голів є рівною, команди грають додатковий час. По закінченню додаткового часу команда, яка у додатковий час забила більше голів, проходить далі. Якщо під час додаткового часу жодна команда не забила, або команди забили однакову кількість голів, переможець визначається у серії післяматчевих пенальті.
До початку сезону, УЄФА використовували правило гола, забитого на чужому полі для визначення переможця за нічийного рахунку. Проте 28 травня 2021 року комітет клубних змагань УЄФА ухвалив рішення про скасування правила виїзного голу. А вже 24 червня Виконавчий комітет УЄФА затвердив скасування цього правила, яке було обґрунтоване зменшенням важливості виїзних голів у сучасному футболі. До скасування правила, переможця визначали наступним чином: команда, яка забиває більше голів за сукупністю за двох ігор, проходить до наступного раунду. Якщо сума забитих голів є рівною, застосовується правило гола, забитого на чужому полі (тобто команда, яка забиває більше голів в гостях, проходить далі). Якщо за цим показником теж нічия, то команди грають додатковий час. По закінченню додаткового часу, для виявлення переможця застосовують такі ж правила, як і до його початку: якщо за сумою голів, забитих у обох матчах та додатковому часі переможця не виявлено, то знову застосовують правило гола на виїзді (тільки тепер з урахуванням голів у додатковому часі). Якщо під час додаткового часу жодна команда не забила (тобто переможця досі не визначено), для визначення переможця призначаються післяматчеві пенальті.

## Розклад матчів і жеребкувань
Розклад змагання наведено у таблиці нижче (усі жеребкування проводяться у штаб-квартирі УЄФА у  Ньйоні).
| Раунд                        | Дата жеребкування | Перші матчі    | Матчі-відповіді |
| ---------------------------- | ----------------- | -------------- | --------------- |
| Перший кваліфікаційний раунд | 15 червня 2021    | 8 липня 2021   | 15 липня 2021   |
| Другий кваліфікаційний раунд | 16 червня 2021    | 22 липня 2021  | 29 липня 2021   |
| Третій кваліфікаційний раунд | 19 липня 2021     | 5 серпня 2021  | 12 серпня 2021  |
| Раунд плей-оф                | 2 серпня 2021     | 19 серпня 2021 | 26 серпня 2021  |

## Перший кваліфікаційний раунд
Жеребкування відбулося 15 червня 2021 року. Перші матчі відбулися 6 та 8 липня 2021 року, матчі-відповіді — 13 та 15 липня 2021 року.

### Команди
У першому кваліфікаційному раунді змагаються 66 команд. Для жеребкування використовуються клубні коефіцієнти УЄФА за 2021 рік. Команди з однієї асоціації не можуть бути зведені в одну пару. В кожній парі перша команда є господарем першого матчу.
| Група 1                                                           | Група 1                                                   | Група 2                                                         | Група 2                                                      | Група 3                                                         | Група 3                                                              | Група 4                                                                              | Група 4                                                          |
| Сіяні                                                             | Несіяні                                                   | Сіяні                                                           | Несіяні                                                      | Сіяні                                                           | Несіяні                                                              | Сіяні                                                                                | Несіяні                                                          |
| ----------------------------------------------------------------- | --------------------------------------------------------- | --------------------------------------------------------------- | ------------------------------------------------------------ | --------------------------------------------------------------- | -------------------------------------------------------------------- | ------------------------------------------------------------------------------------ | ---------------------------------------------------------------- |
| - Судува (4) - ФКІ Левадія (1) - Дріта (3) - Академія Пушкаша (2) | - Сент-Джозефс (7) - Інтер (6) - Валмієра (8) - Дечич (5) | - Домжале (4) - Санта-Колома (2) - Ла Фіоріта (1) - Колрейн (3) | - Свіфт (8) - Вележ (5) - Біркіркара (7) - Монс Кальпе (6)   | - Марибор (4) - Партизані (3) - Шкупі (1) - Тре Пенне (2)       | - Сфинтул Георге (5) - Урарту (8) - Динамо (6) - Ллапі (7)           | - Сараєво (2) - КуПС (3) - Лачі (1) - Жиліна (4)                                     | - Мілсамі (6) - Ноах (5) - Діла (8) - Подгориця (7)              |
| Група 5                                                           | Група 5                                                   | Група 6                                                         | Група 6                                                      | Група 7                                                         | Група 7                                                              | Група 8                                                                              | Група 8                                                          |
| Сіяні                                                             | Несіяні                                                   | Сіяні                                                           | Несіяні                                                      | Сіяні                                                           | Несіяні                                                              | Сіяні                                                                                | Несіяні                                                          |
| - Клаксвік (3) - Гапнарф'ярдар (1) - Шльонськ (2) - Бала Таун (4) | - РФШ (5) - Слайго Роверз (7) - Ларн (8) - Пайде (6)      | - Фегервар (1) - Сутьєска (2) - Петрокуб (3) - Широкі Брієг (4) | - Сілекс (5) - Арарат (Єреван) (7) - Влазнія (8) - Гагра (6) | - Нью-Сейнтс (2) - Юероп (4) - Стьярнан (1) - Гзіра Юнайтед (3) | - Кауно Жальгіріс (8) - Богеміан (7) - Гленторан (6) - Сан-Жулія (5) | - Дандолк (4) - Спартак (Трнава) (3) - Лієпая (2) - НСІ Рунавік (1) - Брєйдаблік (5) | - Расінг (9) - Струга (10) - Гонка (6) - Моста (8) - Ньютаун (7) |

### Результати
| Команда 1     | Заг.           | Команда 2        | 1-й матч | 2-й матч |
| ------------- | -------------- | ---------------- | -------- | -------- |
| ФКІ Левадія   | 4:2            | Сент-Джозефс     | 3:1      | 1:1      |
| Інтер         | 1:3            | Академія Пушкаша | 1:1      | 0:2      |
| Дріта         | 3:1            | Дечич            | 2:1      | 1:0      |
| Судува        | 2:1            | Валмієра         | 2:1      | 0:0      |
| Біркіркара    | 2:1            | Ла Фіоріта       | 1:0      | 1:1      |
| Монс Кальпе   | 1:5            | Санта-Колома     | 1:1      | 0:4      |
| Вележ         | 4:2            | Колрейн          | 2:1      | 2:1      |
| Домжале       | 2:1            | Свіфт            | 1:0      | 1:1      |
| Шкупі         | 3:1            | Ллапі            | 2:0      | 1:1      |
| Тре Пенне     | 0:7            | Динамо (Батумі)  | 0:4      | 0:3      |
| Партизані     | 8:4            | Сфинтул Георге   | 5:2      | 3:2      |
| Марибор       | 2:0            | Урарту           | 1:0      | 1:0      |
| Подгориця     | 1:3            | Лачі             | 1:0      | 0:3 (дч) |
| Мілсамі       | 1:0            | Сараєво          | 0:0      | 1:0      |
| Ноах          | 1:5            | КуПС             | 1:0      | 0:5      |
| Жиліна        | 6:3            | Діла             | 5:1      | 1:2      |
| Гапнарф'ярдар | 3:1            | Слайго Роверз    | 1:0      | 2:1      |
| Пайде         | 1:4            | Шльонськ         | 1:2      | 0:2      |
| РФШ           | 6:5            | Клаксвік         | 2:3      | 4:2 (дч) |
| Бала Таун     | 0:2            | Ларн             | 0:1      | 0:1      |
| Фегервар      | 1:3            | Арарат           | 1:1      | 0:2      |
| Сутьєска      | 2:1            | Гагра            | 1:0      | 1:1      |
| Сілекс        | 1:2            | Петрокуб         | 1:1      | 0:1      |
| Широкі Брієг  | 3:4            | Влазнія          | 3:1      | 0:3      |
| Стьярнан      | 1:4            | Богеміан         | 1:1      | 0:3      |
| Гленторан     | 1:3            | Нью-Сейнтс       | 1:1      | 0:2      |
| Сан-Жулія     | 1:1 (пен. 3:5) | Гзіра Юнайтед    | 0:0      | 1:1      |
| Юероп         | 0:2            | Кауно Жальгіріс  | 0:0      | 0:2      |
| Дандолк       | 5:0            | Ньютаун          | 4:0      | 1:0      |
| Моста         | 3:4            | Спартак (Трнава) | 3:2      | 0:2      |
| Лієпая        | 5:2            | Струга           | 1:1      | 4:1      |
| Расінг        | 2:5            | Брєйдаблік       | 2:3      | 0:2      |
| Гонка         | 3:1            | НСІ Рунавік      | 0:0      | 3:1      |

1. 1 2 3 4 5 6 7 8  Порядок матчів було змінено після жеребкування.

## Другий кваліфікаційний раунд
Жеребкування відбулося 16 червня 2021 року. Перші матчі відбулися 20-22 липня 2021 року, матчі-відповіді — 27 та 29 липня 2021 року.

### Команди
У другому кваліфікаційному раунді змагаються 108 команд, які поділені на два шляхи:
- Шлях чемпіонів (18 команд): 15 команд, які вибули з першого кваліфікаційного раунду Ліги чемпіонів та 3 попереднього раунду. Для жеребкування команди діляться таким чином:
  - Сіяні: 15 команд, які вибули з першого кваліфікаційного раунду Ліги чемпіонів
  - Несіяні: 3 команди, які вибули з попереднього раунду Ліги чемпіонів
- Основний шлях (90 команд): 57 команд, які починають з цього раунду, та 33 переможця першого кваліфікаційного раунду. Для жеребкування використовуються клубні коефіцієнти УЄФА за 2021 рік.[3] На момент жеребкування ще не буде відомо переможців першого кваліфікаційного раунду, тому для жеребкування використовуються коефіцієнти команд з найбільшим КК з кожної пари.

Команди з однієї асоціації не можуть бути зведені в одну пару. В кожній парі перша команда є господарем першого матчу.
| Група 1                                                       | Група 1 | Група 2                                                   | Група 2       | Група 3                                                 | Група 3    |
| Сіяні                                                         | Несіяні | Сіяні                                                     | Несіяні       | Сіяні                                                   | Несіяні    |
| ------------------------------------------------------------- | ------- | --------------------------------------------------------- | ------------- | ------------------------------------------------------- | ---------- |
| - Рига - Шкендія - Теута - Маккабі (Хайфа) - Динамо (Тбілісі) | - Інтер | - Шахтар - Борац (Баня-Лука) - Лінфілд - Будучност - Фола | - ГБ Торсгавн | - Валюр - Буде-Глімт - Приштина - Алашкерт - Гіберніанс | - Фольгоре |

| Група 1                                                                               | Група 1                                                                                              | Група 2                                                                            | Група 2                                                                               | Група 3                                                                             | Група 3                                                                                        |
| Сіяні                                                                                 | Несіяні                                                                                              | Сіяні                                                                              | Несіяні                                                                               | Сіяні                                                                               | Несіяні                                                                                        |
| ------------------------------------------------------------------------------------- | --- | ---------------------------------------------------------------------------------- | ------------------------------------------------------------------------------------- | ----------------------------------------------------------------------------------- | ---------------------------------------------------------------------------------------------- |
| - ФКСБ (4) - Хапоель (Беер-Шева) (2) - Аполлон (1) - Ворскла (5) - Чукарички (3)      | - КуПС[†] (6) - Арда (10) - Сумгаїт (8) - Шахтар (9) - Жиліна[†] (7)                                 | - Астана (4) - Маккабі (Тель-Авів) (5) - Сочі (3) - Сівасспор (2) - АЕЛ (1)        | - Аріс (9) - Сутьєска[†] (6) - Кешла (8) - Петрокуб[†] (10) - Влазнія[†] (7)          | - Партизан (1) - БАТЕ (2) - Дандолк[†] (3) - Мілсамі[†] (5) - РФШ[†] (4)            | - ДАК 1904 (7) - Ельфсборг (6) - ФКІ Левадія[†] (8) - Академія Пушкаша[†] (9) - Динамо[†] (10) |
| Група 4                                                                               | Група 4                                                                                              | Група 5                                                                            | Група 5                                                                               | Група 6                                                                             | Група 6                                                                                        |
| Сіяні                                                                                 | Несіяні                                                                                              | Сіяні                                                                              | Несіяні                                                                               | Сіяні                                                                               | Несіяні                                                                                        |
| - Вікторія (4) - Рієка (5) - ЦСКА (Софія) (3) - Нью-Сейнтс [†] (2) - Домжале[†] (1)   | - Динамо-Берестя (9) - Кауно Жальгіріс[†] (10) - Лієпая[†] (8) - Гонка[†] (7) - Гзіра Юнайтед[†] (6) | - Гент (1) - Санта-Клара (5) - Ф91 Дюделанж (3) - Гіберніан (4) - Орхус (2)        | - Санта-Колома[†] (9) - Волеренга (7) - Богеміан[†] (8) - Шкупі[†] (6) - Ларн[†] (10) | - Карабах (4) - АЕК (5) - Арарат (Єреван)[†] (1) - Університатя (3) - Словацко (2)  | - Ашдод (9) - Локомотив (Пловдив) (10) - Лачі[†] (8) - Шльонськ[†] (7) - Вележ[†] (6)          |
| Група 7                                                                               | Група 7                                                                                              | Група 8                                                                            | Група 8                                                                               | Група 9                                                                             | Група 9                                                                                        |
| Сіяні                                                                                 | Несіяні                                                                                              | Сіяні                                                                              | Несіяні                                                                               | Сіяні                                                                               | Несіяні                                                                                        |
| - Базель (4) - Феєнорд (5) - Аустрія (Відень) (1) - Олімпія (Любляна) (3) - Осієк (2) | - Партизані[†] (9) - Дріта[†] (6) - Біркіркара[†] (8) - Погонь (Щецин) (10) - Брєйдаблік[†] (7)      | - Молде (4) - Марибор[†] (5) - Судува[†] (1) - Спартак (Трнава)[†] (3) - Вадуц (2) | - Серветт (9) - Гаммарбю (6) - Сепсі (8) - Уйпешт (10) - Ракув (7)                    | - Копенгаген (4) - Русенборг (5) - Хайдук (Спліт) (1) - Абердин (3) - Воєводина (2) | - Гапнарф'ярдар[†] (6) - Геккен (8) - Тобол (7) - Торпедо-БелАЗ (9) - Паневежис (10)           |

Примітки
1. † Переможець Першого кваліфікаційного раунду. Оскільки на момент жеребкування не було відомо, хто переможець, використовувався коефіцієнт команди з найбільшим КК. Команди, відмічені курсивом, обіграли суперника з більшим коефіцієнтом і, таким чином, використовували коефіцієнт суперника під час жеребкування.

### Результати
| Команда 1        | Заг. | Команда 2        | 1-й матч | 2-й матч |
| ---------------- | ---- | ---------------- | -------- | -------- |
| Теута            | 3:2  | Інтер            | 0:2      | 3:0 (дч) |
| Рига             | 3:0  | Шкендія          | 2:0      | 1:0      |
| Динамо (Тбілісі) | 2:7  | Маккабі (Хайфа)  | 1:2      | 1:5      |
| ГБ Торсгавн      | 6:0  | Будучност        | 4:0      | 2:0      |
| Лінфілд          | 4:0  | Борац            | 4:0      | 0:0      |
| Шахтар           | 1:3  | Фола             | 1:2      | 0:1      |
| Фольгоре         | 3:7  | Гіберніанс       | 1:3      | 2:4      |
| Приштина         | 6:5  | Коннас-Кі Номадс | 4:1      | 2:4      |
| Валюр            | 0:6  | Буде-Глімт       | 0:3      | 0:3      |

1. ↑  Порядок матчів було змінено після жеребкування.

| Команда 1           | Заг.           | Команда 2              | 1-й матч | 2-й матч |
| ------------------- | -------------- | ---------------------- | -------- | -------- |
| КуПС                | 5:4            | Ворскла                | 2:2      | 3:2 (дч) |
| ФКСБ                | 2:2 (пен. 3:5) | Шахтар                 | 1:0      | 1:2      |
| Арда                | 0:6            | Хапоель (Беер-Шева)    | 0:2      | 0:4      |
| Аполлон             | 3:5            | Жиліна                 | 1:3      | 2:2      |
| Чукарички           | 2:0            | Сумгаїт                | 0:0      | 2:0      |
| Сутьєска            | 1:3            | Маккабі (Тель-Авів)    | 0:0      | 1:3      |
| Астана              | 3:2            | Аріс                   | 2:0      | 1:2 (дч) |
| Петрокуб            | 0:2            | Сівасспор              | 0:1      | 0:1      |
| АЕЛ                 | 2:0            | Влазнія                | 1:0      | 1:0      |
| Сочі                | 7:2            | Кешла                  | 3:0      | 4:2      |
| Ельфсборг           | 9:0            | Мілсамі                | 4:0      | 5:0      |
| РФШ                 | 5:0            | Академія Пушкаша       | 3:0      | 2:0      |
| Динамо (Батумі)     | 4:2            | БАТЕ                   | 0:1      | 4:1      |
| Партизан            | 3:0            | ДАК 1904               | 1:0      | 2:0      |
| Дандолк             | 4:3            | ФКІ Левадія            | 2:2      | 2:1      |
| Гзіра Юнайтед       | 0:3            | Рієка                  | 0:2      | 0:1      |
| Вікторія            | 4:2            | Динамо (Брест)         | 2:1      | 2:1      |
| Кауно Жальгіріс     | 1:10           | Нью-Сейнтс             | 0:5      | 1:5      |
| Домжале             | 2:1            | Гонка                  | 1:1      | 1:0      |
| ЦСКА                | 0:0 (пен. 3:1) | Лієпая                 | 0:0      | 0:0      |
| Шкупі               | 0:5            | Санта-Клара            | 0:3      | 0:2      |
| Гіберніан           | 5:1            | Санта-Колома           | 3:0      | 2:1      |
| Ларн                | 3:2            | Орхус                  | 2:1      | 1:1      |
| Гент                | 4:2            | Волеренга              | 4:0      | 0:2      |
| Ф91 Дюделанж        | 0:4            | Богеміан               | 0:1      | 0:3      |
| Вележ               | 2:2 (пен. 3:2) | АЕК                    | 2:1      | 0:1      |
| Карабах             | 1:0            | Ашдод                  | 0:0      | 1:0      |
| Локомотив (Пловдив) | 1:1 (пен. 3:2) | Словацко               | 1:0      | 0:1      |
| Арарат              | 5:7            | Шльонськ               | 2:4      | 3:3      |
| Лачі                | 1:0            | Університатя (Крайова) | 1:0      | 0:0      |
| Дріта               | 2:3            | Феєнорд                | 0:0      | 2:3      |
| Базель              | 5:0            | Партизані              | 3:0      | 2:0      |
| Погонь (Щецин)      | 0:1            | Осієк                  | 0:0      | 0:1      |
| Аустрія             | 2:3            | Брєйдаблік             | 1:1      | 1:2      |
| Олімпія             | 1:1 (пен. 5:4) | Біркіркара             | 1:0      | 0:1      |
| Гаммарбю            | 4:1            | Марибор                | 3:1      | 1:0      |
| Молде               | 3:2            | Серветт                | 3:0      | 0:2      |
| Уйпешт              | 5:2            | Вадуц                  | 2:1      | 3:1      |
| Судува              | 0:0 (пен. 3:4) | Ракув                  | 0:0      | 0:0      |
| Спартак (Трнава)    | 1:1 (пен. 4:3) | Сепсі                  | 0:0      | 1:1      |
| Гапнарф'ярдар       | 1:6            | Русенборг              | 0:2      | 1:4      |
| Копенгаген          | 9:1            | Торпедо-БелАЗ          | 4:1      | 5:0      |
| Паневежис           | 0:2            | Воєводина              | 0:1      | 0:1      |
| Хайдук              | 3:4            | Тобол                  | 2:0      | 1:4 (дч) |
| Абердин             | 5:3            | Геккен                 | 5:1      | 0:2      |

1. ↑  Порядок матчів було змінено після жеребкування.

## Третій кваліфікаційний раунд
Жеребкування відбулося 19 липня 2021 року. Перші матчі відбулися 3 та 5 серпня 2021 року, матчі-відповіді — 10 та 12 серпня 2021 року.

### Команди
У третьому кваліфікаційному раунді змагаються 62 команди, які поділені на два шляхи:
- Шлях чемпіонів (10 команд): 9 переможців другого кваліфікаційного раунду (шлях чемпіонів), які ще не було відомі на момент жеребкування та 1 команда, яка вибула з першого кваліфікаційного раунду Ліги чемпіонів та була обрана жеребкуванням для участі у третьому кваліфікаційному раунді, замість другого. У цьому раунді команди не поділяються на сіяних та несіяних (відкрите жеребкування).
- Основний шлях (54 команди): 9 команд, які починають з цього раунду, та 45 переможців другого кваліфікаційного раунду. Для жеребкування використовуються клубні коефіцієнти УЄФА за 2021 рік.[3] На момент жеребкування ще не було відомо переможців другого кваліфікаційного раунду, тому для жеребкування використовуються коефіцієнти команд з найбільшим КК з кожної пари.

Команди з однієї асоціації не можуть бути зведені в одну пару. В кожній парі перша команда є господарем першого матчу.
| - Шемрок Роверс - Теута - Рига - Маккабі (Хайфа) - ГБ Торсгавн - Лінфілд - Фола - Гіберніанс - Приштина - Буде-Глімт |

| Група 1                                                                                 | Група 1                                                                    | Група 2                                                                         | Група 2                                                                   | Група 3                                                               | Група 3                                                    | Група 4                                                         | Група 4                                                                  |
| Сіяні                                                                                   | Несіяні                                                                    | Сіяні                                                                           | Несіяні                                                                   | Сіяні                                                                 | Несіяні                                                    | Сіяні                                                           | Несіяні                                                                  |
| --------------------------------------------------------------------------------------- | -------------------------------------------------------------------------- | ------------------------------------------------------------------------------- | ------------------------------------------------------------------------- | --------------------------------------------------------------------- | ---------------------------------------------------------- | --------------------------------------------------------------- | ------------------------------------------------------------------------ |
| - Астана[†] (4) - Партизан[†] (3) - Хапоель (Беер-Шева)[†] (1) - Динамо (Батумі)[†] (2) | - Сочі[†] (5) - КуПС[†] (6) - Сівасспор[†] (7) - Шльонськ[†] (8)           | - Базель[†] (4) - Шахтар (Караганда)[†] (1) - Вележ[†] (3) - Санта-Клара[†] (2) | - Олімпія (Любляна)[†] (7) - Колос (8) - Уйпешт[†] (6) - Ельфсборг[†] (5) | - Гент[†] (3) - Феєнорд[†] (4) - Рієка[†] (1) - Пасуш-де-Феррейра (2) | - Гіберніан[†] (8) - Ларн[†] (7) - Люцерн (6) - РФШ[†] (5) | - Вікторія[†] (1) - ПАОК (3) - Молде[†] (4) - Брєйдаблік[†] (2) | - Богеміан[†] (5) - Абердин[†] (7) - Нью-Сейнтс[†] (8) - Трабзонспор (6) |
| Група 5                                                                                 | Група 5                                                                    | Група 6                                                                         | Група 6                                                                   | Група 7                                                               | Група 7                                                    |                                                                 |                                                                          |
| Сіяні                                                                                   | Несіяні                                                                    | Сіяні                                                                           | Несіяні                                                                   | Сіяні                                                                 | Несіяні                                                    |                                                                 |                                                                          |
| - Копенгаген[†] (4) - Гаммарбю[†] (3) - Жиліна[†] (1) - Ракув[†] (2)                    | - Тобол[†] (8) - Рубін (7) - Чукарички[†] (5) - Локомотив (Пловдив)[†] (6) | - ЛАСК (4) - Карабах[†] (3) - Маккабі (Тель-Авів)[†] (1) - ЦСКА (Софія)[†] (2)  | - Спартак (Трнава)[†] (8) - Осієк[†] (7) - АЕЛ[†] (5) - Воєводина[†] (6)  | - Андерлехт (3) - Русенборг[†] (2) - Дандолк[†] (1)                   | - Вітессе (4) - Лачі[†] (6) - Домжале[†] (5)               |                                                                 |                                                                          |

Примітки
1. † Переможець Першого кваліфікаційного раунду. Оскільки на момент жеребкування не було відомо, хто переможець, використовувався коефіцієнт команди з найбільшим КК. Команди, відмічені курсивом, обіграли суперника з більшим коефіцієнтом і, таким чином, використовували коефіцієнт суперника під час жеребкування.

### Результати
| Команда 1       | Заг. | Команда 2   | 1-й матч | 2-й матч |
| --------------- | ---- | ----------- | -------- | -------- |
| Маккабі (Хайфа) | 7:3  | ГБ Торсгавн | 7:2      | 0:1      |
| Лінфілд         | 2:4  | Фола        | 1:2      | 1:2      |
| Шемрок Роверс   | 3:0  | Теута       | 1:0      | 2:0      |
| Рига            | 4:2  | Гіберніанс  | 0:1      | 4:1 (дч) |
| Приштина        | 2:3  | Буде-Глімт  | 2:1      | 0:2      |

| Команда 1           | Заг.           | Команда 2           | 1-й матч | 2-й матч |
| ------------------- | -------------- | ------------------- | -------- | -------- |
| Динамо (Батумі)     | 2:3            | Сівасспор           | 1:2      | 1:1 (дч) |
| КуПС                | 5:4            | Астана              | 1:1      | 4:3      |
| Сочі                | 3:3 (пен. 2:4) | Партизан            | 1:1      | 2:2      |
| Шльонськ            | 2:5            | Хапоель (Беер-Шева) | 2:1      | 0:4      |
| Санта-Клара         | 3:0            | Олімпія             | 2:0      | 1:0      |
| Уйпешт              | 1:6            | Базель              | 1:2      | 0:4      |
| Ельфсборг           | 5:2            | Вележ               | 1:1      | 4:1      |
| Колос               | 0:0 (пен. 1:3) | Шахтар              | 0:0      | 0:0      |
| Пасуш-де-Феррейра   | 4:1            | Ларн                | 4:0      | 0:1      |
| Люцерн              | 0:6            | Феєнорд             | 0:3      | 0:3      |
| Гент                | 3:2            | РФШ                 | 2:2      | 1:0      |
| Гіберніан           | 2:5            | Рієка               | 1:1      | 1:4      |
| Брєйдаблік          | 3:5            | Абердин             | 2:3      | 1:2      |
| Трабзонспор         | 4:4 (пен. 4:3) | Молде               | 3:3      | 1:1      |
| Богеміан            | 2:3            | ПАОК                | 2:1      | 0:2      |
| Нью-Сейнтс          | 5:5 (пен. 1:4) | Вікторія            | 4:2      | 1:3      |
| Ракув               | 1:0            | Рубін               | 0:0      | 1:0 (дч) |
| Локомотив (Пловдив) | 3:5            | Копенгаген          | 1:1      | 2:4      |
| Чукарички           | 4:6            | Гаммарбю            | 3:1      | 1:5      |
| Тобол               | 0:6            | Жиліна              | 0:1      | 0:5      |
| ЦСКА                | 5:3            | Осієк               | 4:2      | 1:1      |
| Воєводина           | 1:7            | ЛАСК                | 0:1      | 1:6      |
| АЕЛ                 | 1:2            | Карабах             | 1:1      | 0:1      |
| Спартак (Трнава)    | 0:1            | Маккабі (Тель-Авів) | 0:0      | 0:1      |
| Русенборг           | 8:2            | Домжале             | 6:1      | 2:1      |
| Лачі                | 1:5            | Андерлехт           | 0:3      | 1:2      |
| Вітессе             | 4:3            | Дандолк             | 2:2      | 2:1      |

## Раунд плей-оф
Жеребкування відбулося 2 серпня 2021 року. Перші матчі відбулися 19 серпня 2021 року, матчі-відповіді — 26 серпня 2021 року.

### Команди
У раунді плей-оф змагаються 44 команди, які поділені на два шляхи:
- Шлях чемпіонів (10 команд): команди, ще не відомі на момент жеребкування, діляться таким чином:
  - Сіяні: 5 команд, які вибули з третього кваліфікаційного раунду Ліги Європи (шлях чемпіонів).
  - Несіяні: 5 переможців третього кваліфікаційного раунду (шлях чемпіонів).
- Основний шлях (34 команд): 4 команди, які починають з цього раунду, 27 переможців третього кваліфікаційного раунду (основний шлях) та 3 команди, які вибули з третього кваліфікаційного раунду Ліги Європи (основний шлях). Для жеребкування використовуються клубні коефіцієнти УЄФА за 2021 рік.[3] На момент жеребкування ще не було відомо переможців першого кваліфікаційного раунду, тому для жеребкування використовуються коефіцієнти команд з найбільшим КК з кожної пари.

Команди з однієї асоціації не можуть бути зведені в одну пару. В кожній парі перша команда є господарем першого матчу.
| Сіяні                                                     | Несіяні                                                      |
| --------------------------------------------------------- | ------------------------------------------------------------ |
| - Флора - Жальгіріс - Кайрат - Лінкольн Ред Імпс - Нефтчі | - Маккабі (Хайфа) - Фола - Шемрок Роверс - Рига - Буде-Глімт |

| Група 1                                                                    | Група 1                                                                             | Група 2                                                                                         | Група 2                                                                                          |
| Сіяні                                                                      | Несіяні                                                                             | Сіяні                                                                                           | Несіяні                                                                                          |
| -------------------------------------------------------------------------- | ----------------------------------------------------------------------------------- | ----------------------------------------------------------------------------------------------- | ------------------------------------------------------------------------------------------------ |
| - Тоттенгем Готспур (4) - Базель[†] (1) - Вікторія[†] (3) - Карабах[†] (2) | - Гаммарбю[†] (8) - Пасуш-де-Феррейра[†] (6) - ЦСКА (Софія)[†] (5) - Абердин[†] (7) | - Андерлехт[†] (1) - ЛАСК[†] (3) - Маккабі (Тель-Авів)[†] (4) - Ренн (2)                        | - Сент-Джонстон[‡] (5) - Русенборг[†] (7) - Вітессе[†] (8) - Шахтар (Караганда)[†] (6)           |
| Група 3                                                                    | Група 3                                                                             | Група 4                                                                                         | Група 4                                                                                          |
| Сіяні                                                                      | Несіяні                                                                             | Сіяні                                                                                           | Несіяні                                                                                          |
| - Гент[†] (4) - КуПС[†] (1) - Феєнорд[†] (3) - ПАОК[†] (2)                 | - Уніон Берлін (8) - Рієка[†] (7) - Ракув[†] (6) - Ельфсборг[†] (5)                 | - Рома (4) - Копенгаген[†] (3) - Яблонець[‡] (1) - Партизан[†] (2) - Хапоель (Беер-Шева)[†] (5) | - Трабзонспор[†] (10) - Анортосіс[‡] (6) - Санта-Клара[†] (8) - Сівасспор[†] (9) - Жиліна[†] (7) |

Примітки
1. † Переможець Третього кваліфікаційного раунду (Основний шлях). Оскільки на момент жеребкування не було відомо, хто переможець, використовувався коефіцієнт команди з найбільшим КК. Команди, відмічені курсивом, обіграли суперника з більшим коефіцієнтом і, таким чином, використовували коефіцієнт суперника під час жеребкування.
2. ‡ Команда, що програла в Третьому кваліфікаційному раунді Ліги Європи (Основний шлях). На момент жеребкування не було відомо переможця.

### Результати
| Команда 1 | Заг. | Команда 2         | 1-й матч | 2-й матч |
| --------- | ---- | ----------------- | -------- | -------- |
| Жальгіріс | 2:3  | Буде-Глімт        | 2:2      | 0:1      |
| Нефтчі    | 3:7  | Маккабі (Хайфа)   | 3:3      | 0:4      |
| Флора     | 5:2  | Шемрок Роверс     | 4:2      | 1:0      |
| Рига      | 2:4  | Лінкольн Ред Імпс | 1:1      | 1:3 (дч) |
| Фола      | 2:7  | Кайрат            | 1:4      | 1:3      |

| Команда 1           | Заг.           | Команда 2           | 1-й матч | 2-й матч |
| ------------------- | -------------- | ------------------- | -------- | -------- |
| Карабах             | 4:1            | Абердин             | 1:0      | 3:1      |
| Базель              | 4:4 (пен. 4:3) | Гаммарбю            | 3:1      | 1:3      |
| Вікторія            | 2:3            | ЦСКА                | 2:0      | 0:3 (дч) |
| Пасуш-де-Феррейра   | 1:3            | Тоттенгем Готспур   | 1:0      | 0:3      |
| Ренн                | 5:1            | Русенборг           | 2:0      | 3:1      |
| Андерлехт           | 4:5            | Вітессе             | 3:3      | 1:2      |
| ЛАСК                | 3:1            | Сент-Джонстон       | 1:1      | 2:0      |
| Шахтар              | 1:4            | Маккабі (Тель-Авів) | 1:2      | 0:2      |
| ПАОК                | 3:1            | Рієка               | 1:1      | 2:0      |
| КуПС                | 0:4            | Уніон               | 0:4      | 0:0      |
| Феєнорд             | 6:3            | Ельфсборг           | 5:0      | 1:3      |
| Ракув               | 1:3            | Гент                | 1:0      | 0:3      |
| Сівасспор           | 1:7            | Копенгаген          | 1:2      | 0:5      |
| Санта-Клара         | 2:3            | Партизан            | 2:1      | 0:2      |
| Трабзонспор         | 1:5            | Рома                | 1:2      | 0:3      |
| Хапоель (Беер-Шева) | 1:3            | Анортосіс           | 0:0      | 1:3      |
| Яблонець            | 8:1            | Жиліна              | 5:1      | 3:0      |